# Lily Franky
Lily Franky  (リリー・フランキー?, Rirī Furankī), pseudonimo di Masaya Nakagawa (中川 雅也?, Nakagawa Masaya; Kitakyūshū, 4 novembre 1963), è un attore, scrittore e disegnatore giapponese.

## Biografia
Nato nella zona nordorientale di Kyūshū, si trasferì a Tokyo dove, dopo aver frequentato la Università d'arte Musashino, cominciò a lavorare come illustratore e scrittore per alcuni giornali e riviste. Il suo stile ricevette un certo successo di pubblico e Lily Franky ampliò rapidamente i suoi campi di interesse, dedicandosi a numerose attività come la fotografia, la conduzione radiofonica, la recitazione, la musica, la scrittura di libri per bambini. In ambito musicale canta e suona la chitarra nella band TOKYO MOOD PUNKS e, spesso sotto lo pseudonimo Elvis Woodstock, ha lavorato anche come autore di testi per canzoni.
Nel 2003, come romanziere, ha pubblicato una raccolta di storie brevi, intitolata Boroboro ni natta hito e (ボロボロになった人へ?). Nel 2006, il suo romanzo autobiografico Tōkyō tawaa ~ okan to boku to, tokidoki, oton ~ (東京タワー 〜オカンとボクと、時々、オトン〜?) ricevette il primo premio al Japan Booksellers' Award (本屋 大賞?, Hon'ya Taishō) e venne poi adattato in due film per la tv giapponese e un lungometraggio per il cinema, noto al pubblico internazionale con il titolo Tokyo Tower: Mom and Me, and Sometimes Dad.

## Opere
- Joshi no ikizama (女子の生きざま?), 1997
- Rirī & Nanshī no chīsana snakku (リリー&ナンシーの小さなスナック?), 2002
- Boroboro ni natta hito e (ボロボロになった人へ?), 2003
- Mamushi no anan (マムシのanan?), 2003
- Tōkyō tawaa ~ okan to boku to, tokidoki, oton ~ (東京タワー 〜オカンとボクと、時々、オトン〜?), 2005
- Ekoram (エコラム?), 2010

## Filmografia parziale

### Cinema
- Mōjū tai Issunbōshi (盲獣vs一寸法師?), regia di Teruo Ishii (2001)
- Gururi no koto (ぐるりのこと。?), regia di Ryōsuke Hashiguchi (2008)
- Bokutachi wa Sekai wo Kaeru Koto ga Dekinai. But, we wanna build a school in Cambodia., regia di Kenta Fukasaku (2011)
- Father and Son, regia di Hirokazu Kore'eda (2013)
- The Devil's Path, regia di Kazuya Shiraishi (2013)
- Kīroi zō (きいろいゾウ?), regia di Ryūichi Hiroki (2013)
- Father and Son (そして父になる?, Soshite Chichi ni Naru), regia di Hirokazu Kore'eda (2013)
- As the Gods Will, regia di Takashi Miike (2014)
- Little Sister, regia di Hirokazu Kore'eda (2015)
- Yakuza Apocalypse, regia di Takashi Miike (2015)
- The Boy and the Beast, regia di Mamoru Hosoda (2015)
- Koibito-tachi (恋人たち?), regia di Ryōsuke Hashiguchi (2015)
- Fires on the Plain, regia di Shin'ya Tsukamoto (2015)
- Bakuman., regia di Hitoshi Ōne (2015)
- Ritratto di famiglia con tempesta, regia di Hirokazu Kore'eda (2016)
- Scoop!, regia di Hitoshi Ōne (2016)
- Shell Collector (シェル・コレクター?), regia di Yoshifumi Tsubota (2016)
- Himitsu – Top Secret (秘密 -トップ·シークレット?), regia di Keishi Ōtomo (2016)
- Blank 13, regia di Takumi Saitō (2016)
- Onna ga nemuru toki (女が眠る時?), regia di Wayne Wang (2016)
- Nijū seikatsu (二重生活?), regia di Yoshiyuki Kishi (2016)
- Satoshi no Seishun (聖の青春?), regia di Yoshitaka Mori (2016)
- Otōsan to Itōsan (お父さんと伊藤さん?), regia di Yuki Tanada (2016)
- Okuda tamio ni naritai bōi to deau otoko subete kuruwaseru gāru (奥田民生になりたいボーイと出会う男すべて狂わせるガール?), regia di Hitoshi One (2017)
- Utsukushii Hoshi (美しい星?), regia di Daihachi Yoshida (2017)
- Perfect Revolution (パーフェクト・レボリューション?), regia di Junpei Matsumoto (2017)
- Un affare di famiglia (Manbiki kazoku), regia di Hirokazu Kore'eda (2018)
- Ju (銃?), regia di Masaharu Take (2018)
- Nagi machi (凪待ち?), regia di Kazuya Shiraishi (2019)
- Natsu, itaru koro (夏、至るころ?), regia di Elaiza Ikeda (2020)
- Ainu mosir (アィヌモシㇼ?), regia di Takeshi Fukunaga (2020)
- Ichido shinde mita (一度死んでみた?), regia di Shinji Hamasaki (2020)
- Damashie no Kiba (騙し絵の牙?), regia di Daihachi Yoshida (2021)
- Kinema no Kamisama (キネマの神様?), regia di Yoji Yamada (2021)
- Hato no gekitaiho (鳩の撃退法?), regia di Hideta Takahata (2021)
- Renoir (ルノワール?), regia di Chie Hayakawa (2025)

### Televisione
- Ryōmaden (龍馬伝?) – serie TV, (2010)
- Gin to kin (銀と金?) – serie TV, (2017)
- Haro hari nezumi (ハロー張りネズミ?) – serie TV, (2017)
- Natsuzora (なつぞら?)– serie TV, (2019)
- Futatsu no sokoku (二つの祖国?) – film  TV, regia di Hideta Takahata (2019)
- Idaten: Tokyo Orinpikku-banashi (いだてん〜東京オリムピック噺〜?) – serie TV, (2019)
- Il regista nudo (全裸監督?) – serie TV, (2019)
- Arimura Kasumi no satsukyu (有村架純の撮休?) – serie TV, (2020)
- Makanai – serie TV, (2023)

## Doppiatori italiani
Nelle versioni in italiano dei suoi film Lily Franky è stato doppiato da:
- Antonio Palumbo in Father and Son, Un affare di famiglia
- Luca Ghignone in Ritratto di famiglia con tempesta
- Massimo De Ambrosis in Il regista nudo

Da doppiatore è sostituito da:
- Simone D'Andrea in The Boy and the Beast

## Riconoscimenti
- Awards of the Japanese Academy
  - 2014 – Miglior attore non protagonista per Father and Son[5]
  - 2014 – Candidatura a miglior attore non protagonista per The Devil's Path
  - 2017 – Candidatura a miglior attore non protagonista per Scoop![6]
  - 2019 – Candidatura a miglior attore per Un affare di famiglia[7]
- Blue Ribbon Awards
  - 2009 – Miglior esordiente per Gururi no koto[8]
  - 2017 – Candidatura a miglior attore non protagonista per Satoshi no Seishun e Scoop!
  - 2017 – Miglior attore non protagonista per Satoshi no Seishun e Scoop!
- Yokohama Film Festival
  - 2014 – Miglior attore non protagonista per Father and Son e The Devil's Path[9]
- Nikkan Sports Film Awards
  - 2013 – Miglior attore non protagonista per Father and Son e The Devil's Path[10]
- Tokyo International Film Festival
  - 2015 – ARIGATŌ Award[11]